# Schoepfia scopulorum
Schoepfia scopulorum är en tvåhjärtbladig växtart som beskrevs av Brother Alain. Schoepfia scopulorum ingår i släktet Schoepfia och familjen Schoepfiaceae. Inga underarter finns listade i Catalogue of Life.